# Фокилид
Фокили́д (др.-греч. Φωκυλίδης) из Милета (VI век до н. э.) — древнегреческий поэт, автор гном.
До нас сохранились лишь мелкие фрагменты его творчества.
Родом из малоазийского Милета. В. Н. Ярхо предполагал его сторонником среднего класса (самостоятельных землевладельцев).
Большая часть его наследия состоит из двустиший в размере элегического дистиха или чистого гексаметра. Самое длинное из сохранившихся стихотворений — о женщинах.
Почти каждое своё изречение он предварял указанием на своё авторство: καὶ τόδε Φωκυλίδεω.
По содержанию его изречения — назидательного характера.
Он составил сборник гном, от которого сохранились незначительные отрывки.
Так называемые «Гномы Фокилида» (Gnomai Phokylidu), в 230 гекзаметрах излагающие кодекс греческой нравственности, вероятно, были созданы в I/II веках в эллинско-еврейских кругах — так же как «Сивиллины книги» и приписываемые Пифагору «Золотые мысли». «Гномы» были чрезвычайно популярны в эпоху Возрождения, будучи впервые напечатаны в 1495 году, использовались в качестве учебника.